# Paraliparis cephalus
Paraliparis cephalus är en fiskart som beskrevs av Gilbert 1892. Paraliparis cephalus ingår i släktet Paraliparis och familjen Liparidae. Inga underarter finns listade i Catalogue of Life.